# Río Nan

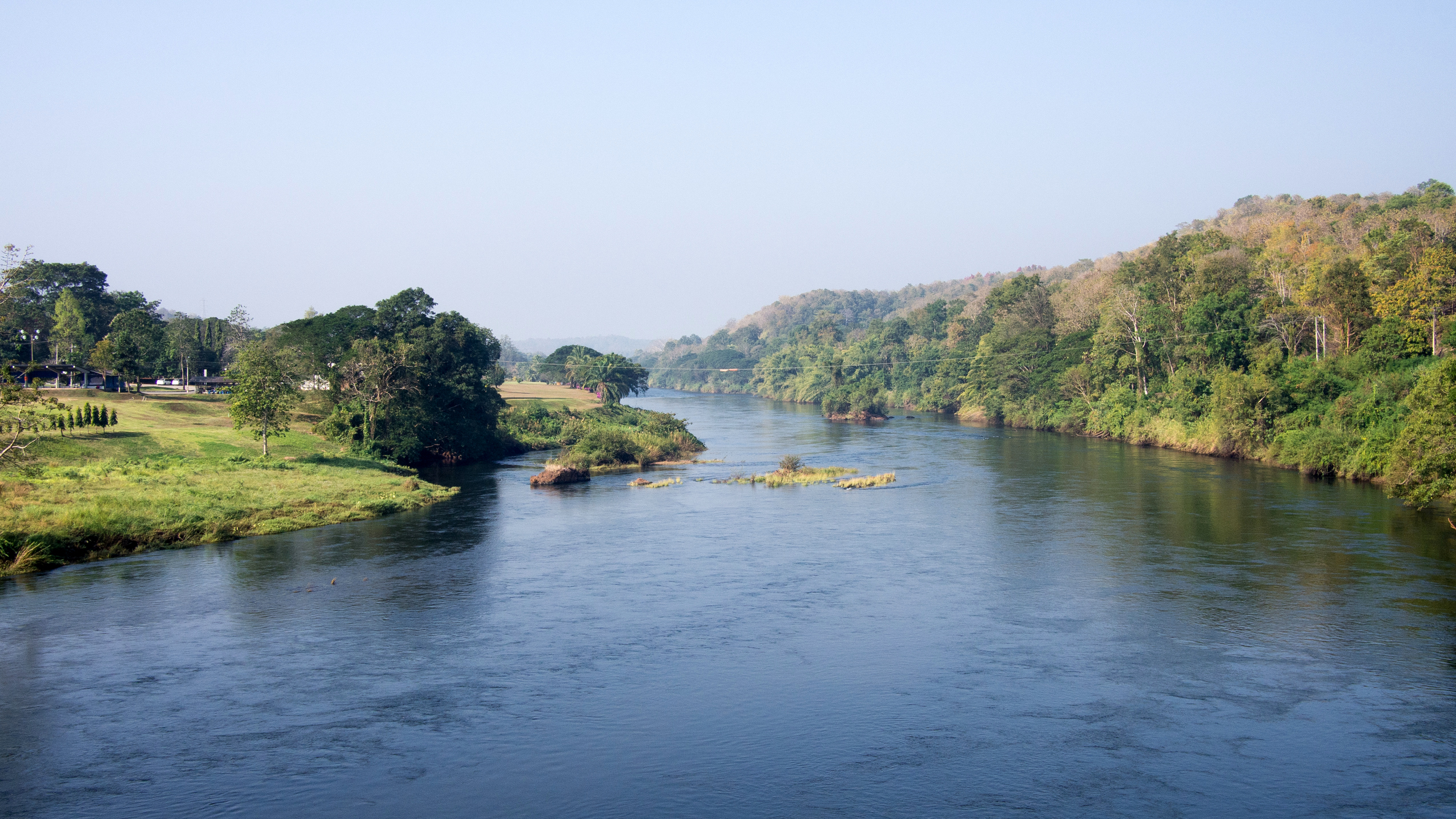
El río Nan tras la presa de Sirikit en la provincia de Uttaradit, distrito de Tha Pla.

El río Nan es un afluente del río Chao Phraya de 740 km que discurre por el país de Tailandia. Nace en la frontera con Laos, al norte del país y desemboca al sur, en el Chao Phraya, el río principal del país.

## Características

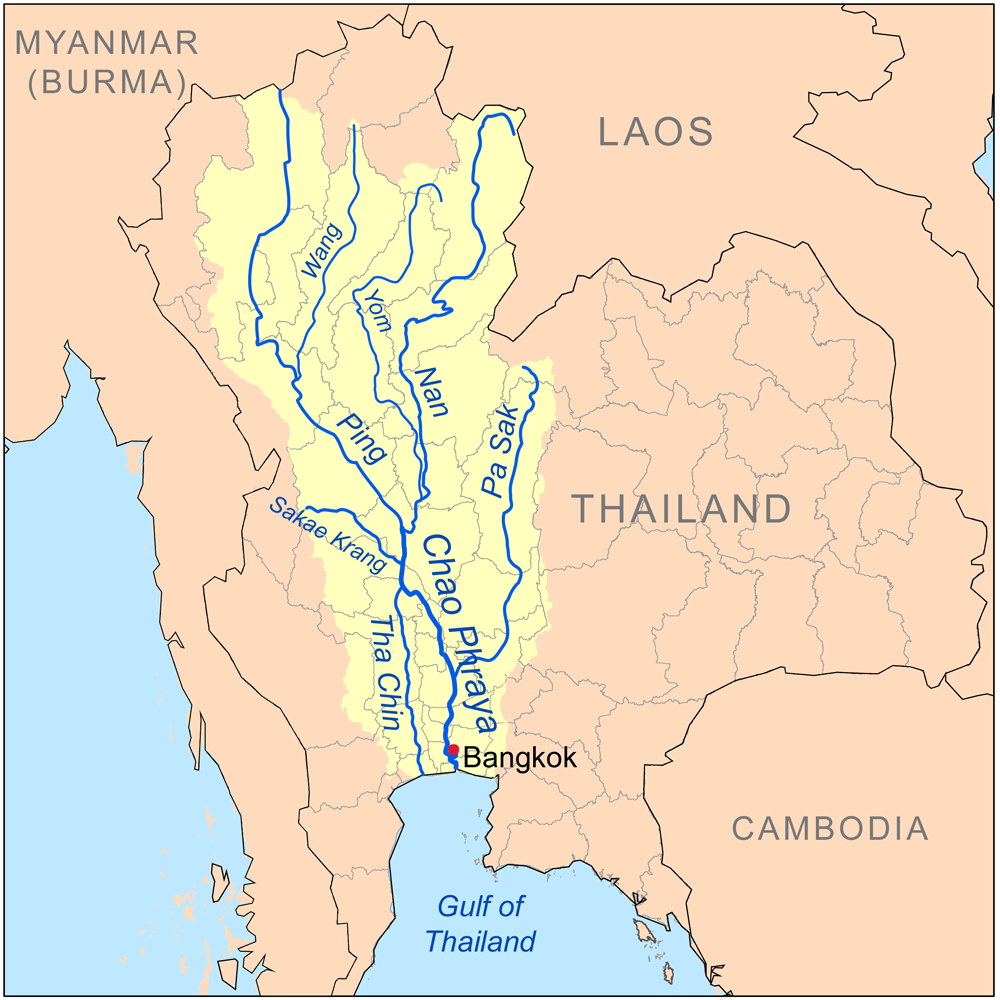
Mapa de los ríos de Nan en Tailandia.

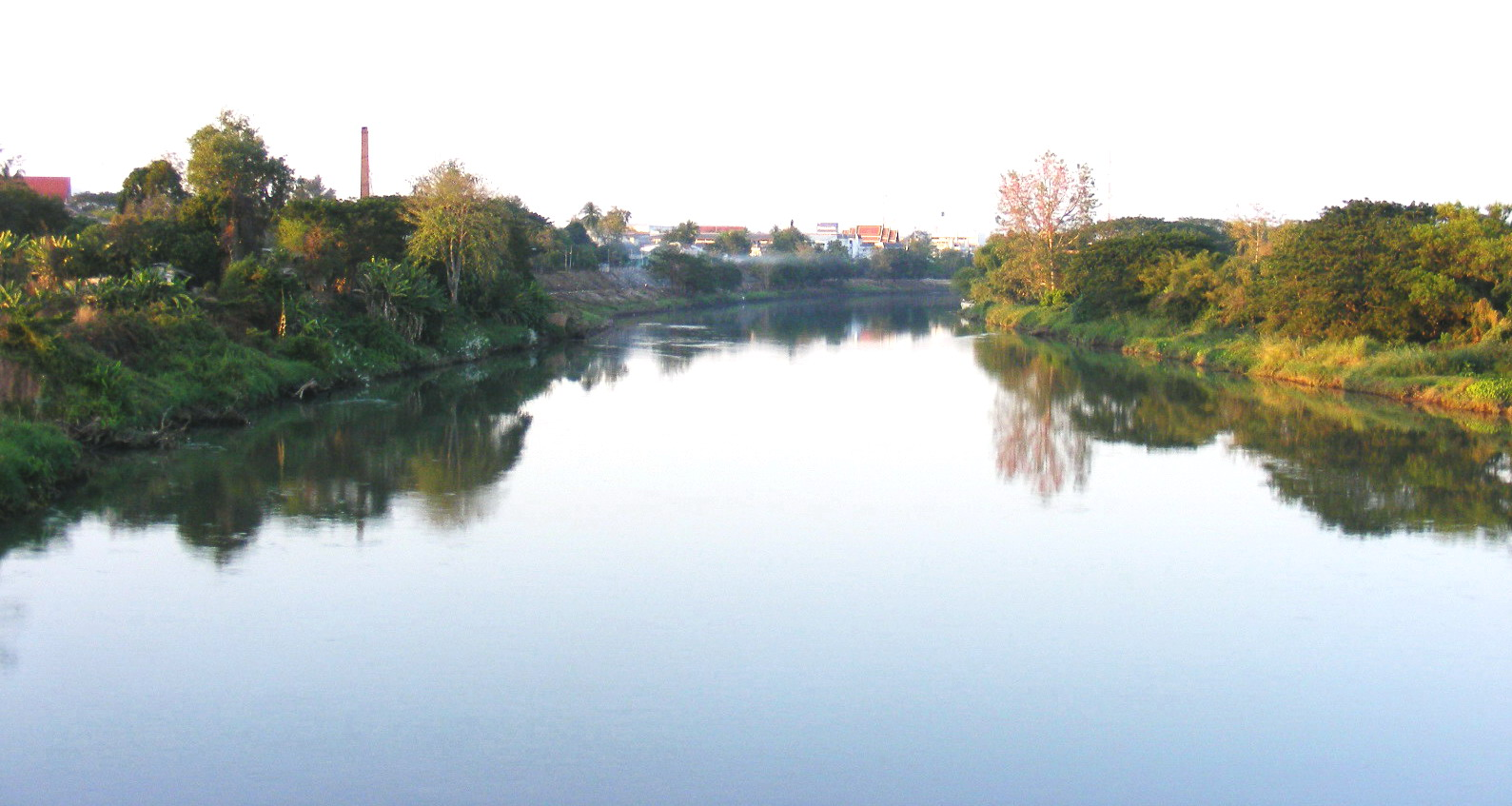
El río Nan a su paso por Uttaradit.

El río Nan nace en la cordillera de Luang Prabang, cerca de la frontera de Tailandia con Laos y discurre durante 740 km para acabar desembocando en el río Chao Phraya, en la provincia de Nakhon Sawan, la principal corriente fluvial del país, que tras 390 km más, acaba desembocando en el golfo de Tailandia, en la ciudad de Bangkok.
Etimológicamente su nombre hace referencia al territorio homónimo por donde pasa. Los primeros gobernadores de Nan se aliaron con sus principales provincias colindantes para establecer el reino de Lan Na. Para aquel entonces, el centro de mando de Nan se mudó al sur de la cuenta del río Nan, donde se ubica la capital de la provincia a día de hoy.
La presa Sirikit que se ubica sobre el río Nan se completó en el año 1972, con una capacidad de embalse de 6000 hm³, las aportaciones medias anuales son de 5900 hm³. La capacidad de generación de la hidroelectricidad instalada es de 500 MW.
El río Nan atraviesa la ciudad de Phitsanulok, donde se puede encontrar una gran variedad de casas flotantes y donde se ubican doce templos budistas Theravada. En este paso del río se ubican algunos de los budas más importantes de Tailandia como Wat Yai donde reside Phra Buda Chinnarat, uno de los líderes budistas más venerados del país.
Durante los meses de septiembre, noviembre y los meses antecedentes de entrenamientos, se realizan en el río Nan carreras de barcos de tipo alargado de hasta 54 tripulantes, donde las carcasas de estos se decoran con dragones.